# Alessandro Passaleva
Alessandro Passaleva (Torino, 1895 – Somma Lombardo, 15 ottobre 1941) è stato un militare e aviatore italiano, che fu capo pilota collaudatore dell'azienda aeronautica Savoia-Marchetti (poi SIAI-Marchetti) dal 1915 e autore di alcuni primati mondiali ai comandi di alcuni velivoli aziendali. Rimase ucciso da un incidente aereo durante un volo di collaudo a bordo di un bombardiere Savoia-Marchetti S.M.84 precipitando in località di Lazzaretto a Somma Lombardo.

## Biografia

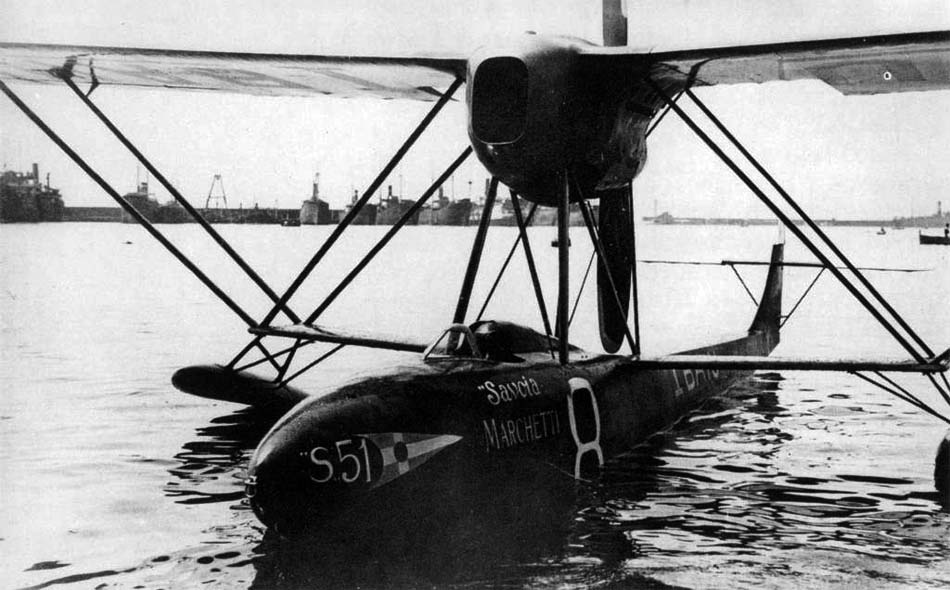
Il Savoia-Marchetti S.51 immatricolato con marche civili I-BAIU di Passaleva.

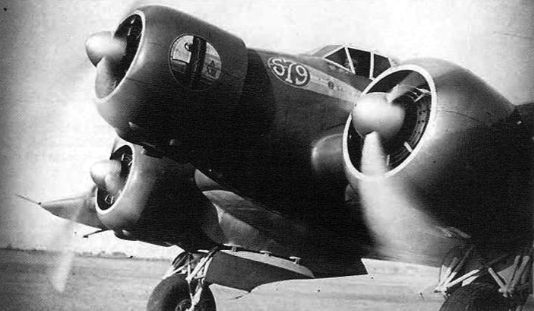
Il prototipo del Savoia-Marchetti S.79 Sparviero.

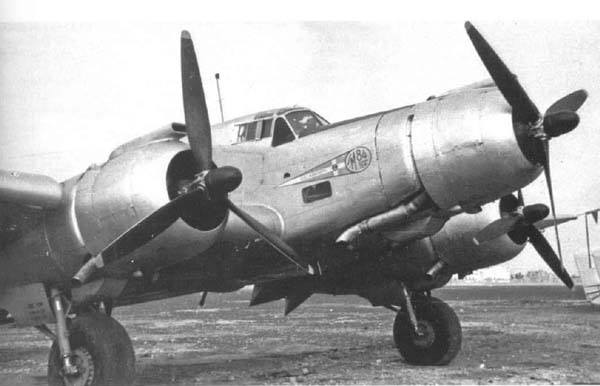
Vista anteriore del Savoia-Marchetti S.M.84.

Nacque a Torino nel 1895. Arruolatosi nel Regio Esercito fu assegnato all'arma di artiglieria, e nel corso della conseguì il brevetto di pilota presso la scuola di volo di Pisa-San Giusto.
Il 4 novembre 1918, con il grado di sergente, volava nella 1ª Squadriglia Idrovolanti di Desenzano del Garda e, dopo la fine delle ostilità passò nel mese di dicembre, con il grado di sergente maggiore nella 286ª Squadriglia. Nel 1919 prese parte alle prime operazioni di riconquista della Libia, venendo decorato con una medaglia d'argento al valor militare. Congedatosi passò in servizio presso la S.A.I.A.M., e poi come pilota collaudatore, alla Società Idrovolanti Alta Italia.
Nell'inverno 1922-1923 fu uno dei tre piloti, gli altri erano Umberto Maddalena e Mario Conforti, che effettuarono i voli di trasferimento degli idrovolanti SIAI S.16 ordinati dalla marina spagnola, a Sesto Calende a Los Alcazares (Cartagena).
Nel 1922 gli venne affidato il Savoia-Marchetti S.51 immatricolato con marche civili I-BAIU iscritto all'edizione di quell'anno della Coppa Schneider, svoltasi a Napoli dal 10 al 12 agosto. Dipinto nel consueto colore rosso corsa abbinato all'Italia nelle manifestazioni sportive e contrassegnato per la competizione con il numero 8, il pilota riuscì a concludere la corsa al secondo posto dietro al britannico Supermarine Sea Lion II (G-EBAH) condotto da Henry Biard, compiendo il percorso nel tempo di 1 h 36 min 54 s ad una media di 230,93 km/h.
Il 28 dicembre di quello stesso anno, volando sull'S.51, conquistò il primato mondiale di velocità per idrovolanti con una media di 280,155 km/h.
Il 29 agosto 1924 fu pilota collaudatore nel primo volo dell'idrovolante Savoia-Marchetti S.55, che fu poi protagonista delle grandi crociere di massa effettuate dalla Regia Aeronautica per volere del Ministro dell'aviazione Italo Balbo, mentre il 3 aprile 1928 collaudò il velivolo da primato Savoia-Marchetti S.64
Nella sua carriera si aggiudicò ben diciassette primati mondiali di velocità, distanza ed altitudine,. Ai comandi di un idrovolante monomotore SIAI-Marchetti S.59 il 22 dicembre si aggiudicò il primato mondiale di tangenza per idrovolanti raggiungendo la quota di 6.157 m, mentre il giorno successivo su un idrovolante bimotore S.55 equipaggiato una coppia di motori V12 Isotta Fraschini Asso 500 quello di velocità su circuito di 1.000 km volando alla media di 166,36 km/h. Il 19 marzo 1927 conseguì il record di altezza per idrovolanti con carico di 1.000 kg, arrivando a 5.026 m di quota.
Il 29 gennaio 1931 conquista il record del mondo d’altezza raggiungendo i 6.540 metri alla guida di un monoplano SIAI S.71, primo apparecchio terrestre (eccetto il particolare S.64) prodotto dalla ditta.
L'8 ottobre 1934 fu pilota collaudatore nel primo volo del bombardiere Savoia-Marchetti S.M.79, e il 3 novembre 1937 del velivolo da trasporto passeggeri Savoia-Marchetti S.M.83, nel novembre 1937 del velivolo da trasporto passeggeri Savoia-Marchetti S.M.75, il 30 ottobre 1939 del velivolo da trasporto militare Savoia-Marchetti S.M.82 (MM.60270).
Il 5 giugno 1940 portò in volo per la prima volta a Vergiate il prototipo del nuovo bombardiere Savoia-Marchetti S.M.84.
Morì il 15 ottobre 1941, in un incidente aereo occorsogli mentre pilotava uno dei nuovi bombardieri S.M.84 precipitato in località Lazzaretto, Somma Lombardo. Insieme a lui trovarono la morte il motorista Bortolotti e il capitano del genio aeronautico Pelli.
Al comandante Passaleva è intitolata la sede di Vergiate dell'Aero Club d'Italia.

### Annotazioni
1. ↑  Presso questa scuola conseguirono il brevetto piloti del calibro di Fulco Ruffo di Calabria, Silvio Scaroni, Francesco Baracca, Marziale Cerutti, Luigi Olivari, e Mario Stoppani.

### Fonti
1. 1 2 3 4 5  Mancini 1936, p. 484.
2. ↑  Antonellini 2008, p. 179.
3. ↑  Mancini 1936, p. 549.
4. ↑  Nicolaou 1998, p. 64.
5. ↑  (EN) Schneider Cup Races, in Society of Air Race historians, http://www.airrace.com/. URL consultato il 25 maggio 2016.
6. ↑  Mancini 1936, p. 544.
7. ↑  Isotta Fraschini, p. 11.
8. ↑  Ratti Veneziani 2016, p. 39.
9. ↑  Ratti Veneziani 2016, p. 42.
10. ↑  Brotzu, Caso, Cosolo 1975, p. 63.
11. ↑  Brotzu, Cosolo 1976, p. 10.
12. 1 2 3  Gori 2006, p. 10.
13. ↑  Gazzetta Ufficiale del Regno d'Italia n.46 del 25 febbraio 1931, pag.826.